# Romeo Amane
Akoua Romeo Amane (* 20. Februar 2003 in Abidjan) ist ein ivorischer Fußballspieler.

## Karriere
Amane begann seine Karriere bei ASEC Mimosas. Nach der Saison 2020/21 verließ er ASEC und wechselte im Herbst nach Schweden zum Erstligisten BK Häcken, wo er einen ab Januar 2022 gültigen Vier-Jahres-Vertrag unterzeichnete. Dort gab er zum Beginn der Saison 2022 im April 2022 sein Debüt in der Allsvenskan. Bis zum Ende der mit dem erstmaligen Meisterschaftsgewinn in der Vereinsgeschichte gekrönten Saison kam er zu 18 Einsätzen, in denen er ein Tor erzielte. Bereits während der Spielzeit verlängerte er im September des Jahres seinen Vertrag beim Göteborger Klub bis Ende 2026. In der folgenden Saison absolvierte er 23 Spiele im schwedischen Oberhaus, in denen er dreimal traf. In der Spielzeit 2024 kam er zu 28 Einsätzen in der Allsvenskan, als der Klub als Tabellenachter den Europapokal deutlich verpasste.
Im Januar 2025 wechselte Amane zum österreichischen Bundesligisten SK Rapid Wien, bei dem er einen bis 2029 laufenden Vertrag erhielt.